# Mathieu II de Constantinople
Mathieu II de Constantinople (en grec : Ματθαίος Β΄) fut trois fois patriarche de Constantinople en 1596, en 1598/1601–1602, et enfin en 1603.

## Biographie
Après la mort du patriarche Jérémie II, Mathieu, métropolite de Ioannina, lui succède début février 1596, mais il ne peut occuper le siège que 20 jours avant d’être démis.
Rétabli entre avril 1598 et décembre 1601 après l’administration intérimaire du patriarche d’Alexandrie Mélétios Ier Pigas qui avait suivi le décès de Théophane Ier Karykès, il est chassé une seconde fois en janvier/février 1602 et il retourne au mont Athos où il avait été moine.
Il est rétabli de nouveau après l’exil de Néophyte II en janvier/février 1603 mais il meurt quelques jours après. C'est pendant son pontificat que le siège du Patriarcat œcuménique de Constantinople a été transféré de l'église Saint-Démétrios Xyloportas à l'église Saint-Georges du Phanar où il se trouve encore.